# Вільярдефрадес
Вільярдефрадес (ісп. Villardefrades) — муніципалітет в Іспанії, у складі автономної спільноти Кастилія-і-Леон, у провінції Вальядолід. Населення — 202 особи (2010).
Муніципалітет розташований на відстані близько 190 км на північний захід від Мадрида, 43 км на захід від Вальядоліда.

## Демографія
Динаміка населення (INE ):